# Logname
logname è un comando Unix che restituisce il nome dell'utente che ha effettuato il login.
L'output può differire dal comando whoami (ad esempio in seguito all'esecuzione di su) e dalla variabile d'ambiente LOGNAME.